# Harry Miller (automovilismo)
Harold Arminius Miller (9 de diciembre de 1875 - 3 de mayo de 1943), también conocido como Harry, fue un diseñador y constructor de automóviles estadounidense, activo especialmente en las décadas de 1920 y 1930. El especialista del motor Griffith Borgeson (1918-1997) lo llamó "la figura creativa más grande en la historia del automóvil de carreras estadounidense". Los coches fabricados por Miller ganaron las 500 Millas de Indianápolis nueve veces, y otros automóviles que usaron sus motores ganaron otras tres veces más.

## Semblanza
Miller nació en 1875 en Menomonie (Wisconsin). Era hijo de Jacob Miller (1833–1900) y de Martha Ann (Tuttle) Miller (c1835–1922).
El primer trabajo de Miller en el negocio automotriz fue con la Yale Automobile Company de corta duración. Desde Yale se trasladó a la ciudad de Lansing, para trabajar para el pionero del motor Ransom Eli Olds en Oldsmobile, donde se empleó como mecánico de carrera durante las primeras competiciones de la Copa Vanderbilt. Después de una temporada de mediocres resultados en las carreras en 1906, Miller se mudó a Los Ángeles para abrir un pequeño taller especializado en la producción de carburadores.
Entre sus innovaciones figuran un motor montado sobre una bicicleta y uno de los primeros motores fueraborda, montando un motor de 4 cilindros sobre un bote. Su vecino Ole Evinrude eliminó dos cilindros y patentó el primer motor fueraborda. Miller también produjo los primeros pistones de aluminio, desarrollando algunas aleaciones de aluminio que todavía se utilizan en la actualidad, y los primeros carburadores y el primer sistema de inducción aprovechando fenómenos acústicos mediante resonadores Helmholtz.
Miller también fue uno de los pioneros en el diseño de coches de carreras con tracción delantera y con tracción en las cuatro ruedas, aunque la escasez de recursos causada por la Gran Depresión le impidió desarrollar plenamente estas ideas.
Su participación en el mundo de las carreras gracias a su negocio de carburadores le condujo primero a reparar y luego a construir coches de competición. En la década de 1910, Miller ganaba un millón de dólares al año gracias a las ventas de sus carburadores.
En 1917, la muerte en accidente de su amigo el piloto Bob Burman, le llevó a diseñar con la ayuda de Fred Offenhauser un revolucionario automóvil de carreras de seguridad, el Golden Submarine.
A principios de la década de 1920, construyó su propio motor de 3.0 litros (183 in³). Inspirado por los múltiples diseños de motores, incluidos los propulsores Duesenberg y Peugeot que se habían reparado en su taller, su motor tenía 4 cilindros, dos árboles de levas en cabeza y 4 válvulas por cilindro. Tommy Milton suministró el respaldo financiero para producir este motor, pero fue Jimmy Murphy el primero en ganar con él. Llevó el Duesenberg del piloto Jimmy Murphy a la victoria en las 500 Millas de Indianápolis de 1922.
Posteriormente pasó a fabricar sus propios automóviles de carreras monoplaza, que usaban versiones sobrealimentadas de sus motores de 2.0 y 1.5 litros (122 y 91 in³). Con estos motores se obtuvieron cuatro victorias más en Indianápolis hasta 1929, dos veces (1926 y 1928) sobre un chasis Miller, y ganaron la carrera otras siete veces entre 1929 y 1938 (dos veces más, en 1930 y 1932, con un chasis Miller).
En las décadas de 1920 y 1930, los motores Miller también impulsaron lanchas rápidas a varias victorias en carreras y a batir el récord mundial de velocidad náutico. Entre los pilotos motonáuticos que lograron resonantes triunfos con sus motores estaba el gran Gar Wood.
Miller se declaró en bancarrota en 1933. Su jefe de taller y maquinista principal, Fred Offenhauser, compró el negocio y continuó con el desarrollo del motor denominado Offenhauser, con el que se corrió con éxito hasta la década de 1980.
Después de la bancarrota, Miller construyó coches de carreras con el entusiasta de las 500 Millas de Indianápolis Preston Tucker, y en 1935 formaron Miller y Tucker, Inc., cuyo primer trabajo fue preparar diez deportivos Ford V-8, modificados para Henry Ford. Con tiempo insuficiente disponible para su desarrollo y pruebas, todos estos autos se retiraron cuando las cajas de la dirección, instaladas demasiado cerca del escape, se sobrecalentaron y se bloquearon. El diseño fue perfeccionado posteriormente por equipos privados, y estos coches siguieron corriendo en Indianápolis hasta 1948.

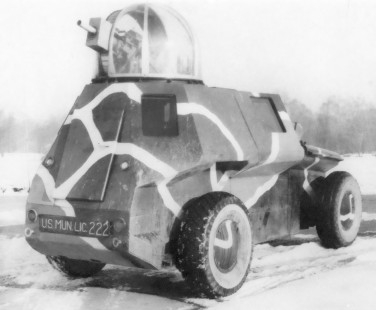
Tucker Armored Car

Miller y Tucker, Inc., se mudó a Indianápolis y continuó con el desarrollo y la construcción de automóviles de carreras. A finales de la década de 1930, Miller y Tucker también desarrollaron el Tucker Combat Car e intentaron venderlo sin éxito a los gobiernos holandés y estadounidense. El automóvil era capaz de alcanzar 115 mph (185 kilómetros por hora) en carretera y 65 mph (105 kilómetros por hora) en terreno accidentado, y tenía varias características innovadoras, incluida una torreta de cañón accionada por un motor, sistema que el gobierno de los Estados Unidos compró y usó en numerosas aplicaciones, como en los aviones B-17 y B-29, y en las lanchas de desembarco PT Boat.
Participó en el desarrollo del primer Jeep con la empresa American Bantam, aportando algunos de los elementos de diseño del Tucker Combat Car, especialmente la suspensión.
Miller murió en 1943, en el Grace Hospital de Detroit, a la edad de 67 años. Tucker, que había trabajado ocasionalmente con Miller hasta 1943, ayudó a su viuda a pagar los gastos del funeral.

## Reconocimientos
- Nominado para el National Sprint Car Hall of Fame en 1990
- Miller fue conmemorado en las Carreras de Automóviles Históricos de Monterrey en 1993
- Incluido en el Motorsports Hall of Fame of America en 1999
- Incluido en el Automotive Hall of Fame en 2003

## Lecturas relacionadas

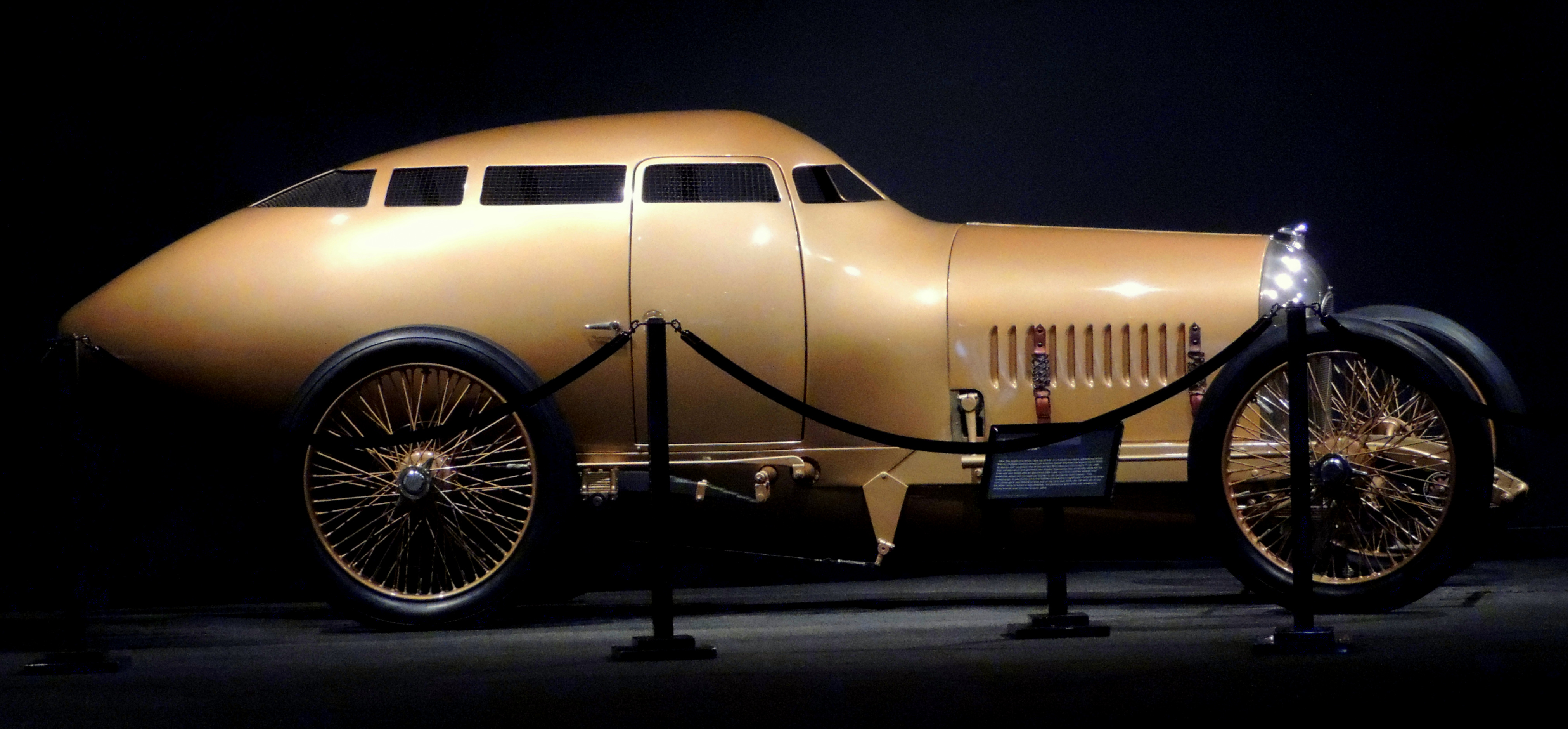
El Golden Submarine (1917)

- Mark L. Dees, The Miller Dynasty: A Technical History of the Work of Harry A. Miller, His Associates, and His Successors (Barnes, Scarsdale, 1981; second edition Hippodrome, Moorpark, 1994) This is the definitive work on Miller
- Griffith Borgeson, Miller (Motorbooks International, Osceola, 1993)
- Griffith Borgeson, The Last Great Miller: The Four-Wheel-Drive Indy Car (SAE, Warrendale, 2000).  This car was built with sponsorship from the Four Wheel Drive Company of Clintonville, Wisconsin.
- Griffith Borgeson, The Golden Age of the American Racing Car (Bonanza, New York, 1966; second edition SAE, Warrendale, 1998)
- Gordon Eliot White, "The Marvelous Mechanical Designs of Harry A. Miller" (Iconografix, Hudson, Wisconsin, 2004).